# 나타촌 (미에현)
나타촌(名田村)은 일본 미에현 시마군에 설치되었던 촌이다. 현재의 시마시의 일부에 해당한다.